# Močvirje (vojaška taktika)
Močvirje (izvirno angleško Swamp) je bila protipodmorniška vojaška taktika, ki so jo razvili zavezniške vojne mornarice med drugo svetovno vojno v Sredozemskem morju.
Glavni princip Močvirja je bil, da so na določenem območju razporedili čim večjo število eskortnih ladij in protipodmorniških letal. Nato so sistematično preiskovali morje, dokler niso naleteli na sovražno podmornico. Zatem so območje obstreljevali s globinskimi bombami in na ta način hoteli uničiti podmornico; če jim to ni uspelo, pa so podmornico prisilili, da je ostala pod gladino toliko časa, da je porabila vso elektriko in bila tako prisiljena se dvigniti na površje. Taktika se je izkazal za zelo uspešno.
Nemška podmornica U-371 je bila 4. maja 1944 kot prva sovražna podmornica potopljena s pomočjo nove taktike.